# 藤田征樹
藤田 征樹（ふじた まさき、1985年1月17日 - ）は、日本のトライアスロン選手、自転車競技選手。藤建設株式会社勤務。チームチェブロ所属。北海道稚内市出身。
稚内市立稚内港小学校、稚内市立稚内南中学校、北海道稚内高等学校、東海大学工学部動力機械工学科卒業。同大学院工学研究科修士課程修了。

## 経歴
小学生時代はスピードスケート、中学・高校時代は陸上競技をしており、東海大学に進学してからはトライアスロンのサークルに在籍していた。しかし、2004年の夏、自動車に同乗中交通事故に巻き込まれ両下脚を損傷し、切断を余儀なくされてしまう。その2年後に義足をつけてトライアスロン大会に出場するようになり、健常者と混じって参加し完走を果たしたことから、各方面から注目されるようになった。
その後トライアスロンの強化の一環として日本障害者自転車競技大会（ロードレース）に出場したことが契機となり、日本障害者自転車協会（JCAD）の理事である栗原朗の勧めにより、本格的に自転車競技に取り組むようになり、班目秀雄パラサイクリング日本チーム監督の指導のもと、トラック種目でも実力を伸ばす。2007年8月開催の世界選手権（フランス・ボルドー）では男子1kmタイムトライアル（以下TT）（LC3）で2位に入る。その後、同年11月にコロンビアのカリで開催されたオープン・アメリカン大陸選手権では、男子1kmTT（LC3）優勝、男子3km個人追抜（LC3）2位の成績を収める。
2008年の北京パラリンピックではトラックレース2種目（1kmTT、3km個人追抜）、ロードレース（個人TT、個人ロード）2種目に参加。9月7日に行われた男子1kmTT（LC3-4）では、イギリスのサイモン・リチャードソンに及ばなかったが銀メダルを獲得。同大会で最初のメダルを日本選手団にもたらした。そして、9月9日に行われた男子3km個人追抜（LC3）でもリチャードソンとの優勝争いとなった。予選では3分52秒253の世界新記録をマークするも、その後リチャードソンが3分48秒178のタイムをマークして世界記録を更新。続く決勝でもリチャードソンに敗れたが銀メダルを獲得した。トラック種目に続き出場したロードレースでは、9月13日の男子ロードTT（LC3）で銅メダルを獲得し、同大会では計3つのメダルを獲得した。これにより同年10月15日、北京パラリンピックにおける功績が認められ北海道栄誉賞が授与された。また、この功績により稚内市観光大使の委嘱を受ける。
2009年11月のUCIパラサイクリングトラック世界選手権（英国・マンチェスター）では男子3km個人追抜（LC3）で2位、男子1kmTT（LC3）で1位の成績を収める。2010年12月のアジアパラ競技大会自転車トラック競技では、3km個人追抜（男女混合：男子C1-3、女子C1-5）で銀メダルを獲得した。2011年5月にはUCIパラサイクリングロードワールドカップ2011第1戦シドニー大会に出場、ロードレース（男子C1-3）で男子C3クラス3位となり、銅メダルを獲得している。
2012年はロンドンパラリンピック代表選手に選出され、トラックレースとロードレースの各2種目に参加し、トラックでは男子個人1kmTT（C1-3）で20位、男子個人追抜（C3）で9位となる。ロードでは9月5日に行われた個人TT（C3）で銅メダルとなり2大会連続でメダルを獲得した。翌日の個人ロード（C1-3）は12位。
2016年のリオデジャネイロオリンピックではトラックレースとロードレースに出場、トラックでは男子個人1kmTT（C1-3）で11位、男子個人3kmP（C3）で予選5位、混合チームスプリント750m（C1-C5）は予選8位となる。ロードでは個人TT（C3）で銀メダルを獲得、男子ロードレース（C1-3）は13位となった。